# Hemiceras praxides
Hemiceras praxides är en fjärilsart som beskrevs av William Schaus 1928. Hemiceras praxides ingår i släktet Hemiceras och familjen tandspinnare. Inga underarter finns listade i Catalogue of Life.